# Paul Biedermann
Pour les articles homonymes, voir Biedermann.
 (février 2022).
Paul Biedermann, né le 7 août 1986 à Halle dans l'ancienne Allemagne de l'Est, est un nageur allemand spécialiste des épreuves de nage libre (200 m et 400 m nage libre). Meilleur nageur allemand sur ces épreuves depuis le milieu des années 2000, il s'affirme au niveau mondial à partir de 2007 en apparaissant dans les finales mondiales et continentales, puis en 2008 en remportant un premier titre international et en battant un premier record du monde. En 2009, il devient champion du monde et recordman du monde des 200 et 400 m nage libre ; des performances qui attisent la polémique sur l'utilisation des combinaisons.

## Biographie
Paul Biedermann s'illustre au niveau junior en remportant notamment trois titres lors des Championnats d'Europe juniors 2004 à Lisbonne au Portugal. Vainqueur des 200, 400 et 1 500 m nage libre mais aussi médaillé d'argent avec le relais allemand 4 × 200 m nage libre, il améliore tous ses meilleurs temps personnels. Au niveau national, le nageur est déjà champion d'Allemagne seniors en petit bassin des 800 et 1 500 m nage libre, des titres enlevés fin 2003 à seulement 17 ans. En grand bassin, il monte sur de premiers podiums aux Championnats d'Allemagne 2004 avant de décrocher son premier titre national l'année suivante.
Fin 2005, Paul Biedermann se distingue pour la première fois dans une compétition internationale majeure. À Trieste, en Italie, lors des Championnats d'Europe en petit bassin, il remporte la médaille de bronze du 400 m nage libre derrière le Russe Yuriy Prilukov et le Polonais Pawel Korzeniowski. Plus tôt dans l'année, le nageur avait honoré sa première sélection internationale élite aux Championnats du monde en grand bassin tenus à Montréal. L'Allemand ne s'y illustre cependant pas en ne dépassant pas les séries dans les épreuves individuelles.
L'année 2006 est marquée au niveau continental par les Championnats d'Europe en grand bassin disputés à Budapest. Biedermann y atteint la finale du 200 m nage libre avec le troisième temps des demi-finales mais il ne termine finalement que septième. Ces performances attestent cependant de progrès réalisés par le nageur, ceux-ci étant confirmés l'année suivante lors des Championnats du monde organisés à Melbourne. En Australie, l'Allemand atteint la finale du 200 m nage libre et termine septième, loin cependant du podium occupé notamment par l'Américain Michael Phelps et le Néerlandais Pieter van den Hoogenband. À la fin de l'année, lors de la saison en petit bassin, Paul Biedermann remporte deux médailles individuelles aux Championnats d'Europe confirmant une belle année 2007. Le nageur n'a cependant pas amélioré ses records personnels en grand bassin, ce qu'il fait en 2008, année olympique.
C'est à l'occasion des Championnats d'Europe 2008 que Paul Biedermann remporte le premier titre international de sa carrière. Il remporte en effet le 200 m nage libre en 1 min 46 s 59 devant le Français Amaury Leveaux et l'Italien Massimiliano Rosolino. Il améliore du même coup le très ancien record d'Allemagne de l'épreuve détenu par Michael Groß depuis les Jeux olympiques de 1984 en 1 min 47 s 44. Il améliore de nouveau ce record national à Berlin à l'occasion des Championnats d'Allemagne sélectifs pour les Jeux olympiques. Vainqueur des 200 et 400 m, Biedermann termine également deuxième du 100 m nage libre gagnant ainsi sa place dans le relais 4 × 100 m nage libre qualifié pour les J.O. (il était déjà qualifié pour le relais 4 × 200 m nage libre).
L'Allemand dispute ainsi ces quatre épreuves à Pékin lors des Jeux olympiques en août 2008. Qualifié pour la finale du 200 m nage libre avec le cinquième temps des demi-finales, il termine à ce même rang lors de la finale échouant à plus de huit dixièmes de seconde du podium composé de Michael Phelps, Park Tae-hwan et Peter Vanderkaay. Il finit cependant meilleur nageur européen de la course tout en battant une troisième fois en 2008 le record national du 200 m nage libre. Sur 400 m nage libre, Paul Biedermann est éliminé dès les séries éliminatoires tout comme avec les deux relais allemands de nage libre écartés de la course aux médailles dès les séries.
Fin 2008, à l'occasion de la saison en petit bassin, l'Allemand bat le premier record du monde de sa carrière. En effet, le 16 novembre 2008, lors de la Coupe du monde en petit bassin faisant étape à Berlin, Biedermann nage le 200 m nage libre en 1 min 40 s 83, soit 27 centièmes de seconde de moins que l'ancienne marque établie au même endroit huit ans plus tôt par l'Australien Ian Thorpe. Quelques jours plus tard, lors des championnats d'Allemagne en petit bassin, le nageur confirme sa bonne forme en battant deux records d'Europe. Il s'approprie en effet les temps de référence continentaux du 400 m nage libre (3 min 34 s 98) et du 800 m nage libre (7 min 35 s 23).
Le 14 juin 2009, il améliore le record d'Europe du 200 m nage libre à l'occasion de la troisième et dernière étape du Mare Nostrum 2009, à Monaco. En 1 min 44 s 88, il ôte un centième de seconde à la précédente marque détenue depuis 2002 par le Néerlandais Pieter van den Hoogenband, champion olympique de l'épreuve en 2000. Il devient alors le quatrième nageur le plus rapide de l'histoire sur la distance. Cette performance intervient quelques jours avant les championnats d'Allemagne sélectifs pour les Mondiaux 2009, une compétition préparée notamment par un stage en altitude dans la Sierra Nevada. Auteur du triplé 100-200-400 m, il dispute ces mêmes épreuves à Rome qui accueille le rendez-vous planétaire.
La compétition marque l'apogée de la polémique sur l'utilisation des combinaisons et, par ses victoires sur 200 m et 400 m nage libre, Paul Biedermann est au cœur des débats. D'abord vainqueur du 400 m tout en battant le record du monde d'un, une référence jusqu'alors détenue par Ian Thorpe, il signe une victoire retentissante sur 200 m en devançant la tête d'affiche de la natation mondiale Michael Phelps, tout en lui subtilisant le record du monde. Les observateurs ne manquent alors pas de souligner le fait que l'Allemand utilise une tenue de dernière génération Arena entièrement faite de polyuréthane. Provoquant la colère de Bob Bowman, l'entraîneur de Phelps, la performance de Biedermann est mise en exergue afin de bannir l'utilisation des combinaisons finalement validée quelques jours plus tard par la Fédération internationale. Avant cette échéance, Paul Biedermann améliore deux nouveaux records du monde en fin d'année à l'occasion des Championnats d'Europe 2009 sur 200 m et 400 m.
En plus de l'interdiction des combinaisons dès le 1er janvier 2010, l'année 2010 voit l'émergence parmi la concurrence du jeune Français Yannick Agnel. Âgé de 18 ans, ce dernier le bat en effet en finale du 400 m nage libre des Championnats d'Europe une nouvelle fois organisés à Budapest. Bien loin de ses chronos de la saison passée, il termine la course en 3 min 46 s 30, treize centièmes de seconde derrière le Français qui ne peut cependant le concurrencer sur la distance inférieure puisque non qualifié. Devançant le Russe Nikita Lobintsev, il conserve son titre sur 200 m malgré un passage au sixième rang à la mi-course. Peu avant la compétition, il se déclare en faveur d'un retour des combinaisons.
Cependant il prouve par la suite qu'il n'est pas qu'un « nageur de combinaison ». Lors des Championnats du monde 2011 il remporte deux médailles de bronze en individuel sur 200 m nage libre n'étant devancé que par les références Ryan Lochte et Michael Phelps et sur 400 m nage libre par Park Tae-hwan et la valeur montante de la natation chinoise Sun Yang. Il n'a cependant aucun rival au niveau européen,  le Français Yannick Agnel ne confirmant pas ses bonnes dispositions.
Aux Championnats d'Europe de natation en petit bassin 2011 il confirme sa suprématie en remportant les 200 et 400 m nage libre.
En 2012, il participe aux Championnats d'Europe de natation 2012 en préparation des prochains Jeux olympiques. Il est une nouvelle fois sur la plus haute marche du podium sur 200 et 400 m nage libre.
Lors des compétitions de natations aux Jeux olympiques d'été de 2012 il est une nouvelle fois un des fers de lance de sa sélection aux côtés de sa compagne Britta Steffen. Cependant tout débute mal car il gère mal les séries du 400 m et n'obtient que le 13e temps, insuffisant pour accéder à la finale. Lors de la course suivante, sur 200 m il se reprend et se qualifie pour la finale. Dans la vague du français Yannick Agnel il ne peut voir ses concurrents directs pour la lutte au podium et termine finalement 5e.
Il efface sa déception des Jeux, en participant aux Championnats du monde 2012, en effet lors de la première journée de compétition, il échoue de peu à la deuxième place du 200 m nage libre. Deux jours plus tard, sur sa distance fétiche, le 400 m nage libre, il s'impose, conservant ainsi son titre acquis à Dubaï. Entre ces deux courses individuelles, il lance le relais du 4 × 200 m allemand et décroche avec ses compatriotes une troisième place sur le podium.
En 2013, il est diminué par un virus qui ne lui permet pas de participer aux championnats d'Allemagne de natation, ce qui le prive par conséquent des Championnats du monde de Barcelone.

## Sponsors
Paul Biedermann est lié à l'équipementier Arena, un fabricant de combinaisons avec qui il prolonge son contrat en 2009 pour deux années.

## Palmarès

### Jeux olympiques
| Épreuve / Édition    | Pékin 2008                         | Londres 2012                       |
| 200 m nage libre     | 5e 1 min 46 s 00                   | 5e 1 min 45 s 53                   |
| 400 m nage libre     | 18e temps des séries 3 min 48 s 03 | 13e temps des séries 3 min 48 s 50 |
| 4 × 100 m nage libre | 15e temps des séries 3 min 17 s 99 | —                                  |
| 4 × 200 m nage libre | 12e temps des séries 7 min 13 s 92 | 4e 7 min 6 s 59                    |

### Championnats du monde
| Épreuve / Édition      | Grand bassin                       | Grand bassin                      | Grand bassin          | Grand bassin         | Grand bassin         | Petit bassin     | Petit bassin         |
| Épreuve / Édition      | Montréal 2005                      | Melbourne 2007                    | Rome 2009             | Shanghai 2011        | Kazan 2015           | Dubaï 2010       | Istanbul 2012        |
| 200 m nage libre       | 18e temps des séries 1 min 49 s 47 | 7e 1 min 48 s 09                  | Or 1 min 42 s 00 (RM) | Bronze 1 min 44 s 88 | Bronze 1 min 45 s 38 |                  | Argent 1 min 42 s 07 |
| 400 m nage libre       | 20e temps des séries 3 min 52 s 45 | —                                 | Or 3 min 40 s 07 (RM) | Bronze 3 min 44 s 14 |                      | Or 3 min 37 s 06 | Or 3 min 39 s 15     |
| 4 × 200 m nage libre   | 7e 7 min 17 s 52                   | 9e temps des séries 7 min 19 s 22 | 5e 7 min 3 s 19       | 4e 7 min 8 s 32      |                      |                  | Bronze 6 min 53 s 22 |
| 4 × 100 m quatre nages |                                    |                                   | Argent 3 min 28 s 58  | Bronze 3 min 32 s 60 |                      |                  |                      |

### Championnats d'Europe
| Édition        | Épreuve              | Épreuve                            | Épreuve              | Épreuve              | Épreuve | Épreuve |
| Édition        | 200 m nage libre     | 400 m nage libre                   | 4 × 100 m nage libre | 4 × 200 m nage libre |         |         |
| Budapest 2006  | 7e 1 min 48 s 99     | 28e temps des séries 3 min 55 s 87 | —                    | 7e 7 min 18 s 61     |         |         |
| Eindhoven 2008 | Or 1 min 46 s 59     | 13e temps des séries 3 min 51 s 22 | —                    | —                    |         |         |
| Budapest 2010  | Or 1 min 46 s 06     | Argent 3 min 46 s 30               | 5e 3 min 15 s 97     | Argent 7 min 8 s 13  |         |         |
| Debrecen 2012  | Or 1 min 46 s 27     | Or 3 min 47 s 84                   | —                    | Or 7 min 9 s 17      |         |         |
| Berlin 2014    | Argent 1 min 45 s 80 | —                                  | —                    | Or 7 min 9 s 00      |         |         |

| Édition        | Épreuve                           | Épreuve                            | Épreuve               | Épreuve            | Épreuve | Épreuve |
| Édition        | 100 m nage libre                  | 200 m nage libre                   | 400 m nage libre      | 1 500 m nage libre |         |         |
| Trieste 2005   | —                                 | 19e temps des séries 1 min 47 s 17 | Bronze 3 min 39 s 88  | 7e 14 min 45 s 96  |         |         |
| Helsinki 2006  | —                                 | 8e 1 min 45 s 88                   | 6e 3 min 43 s 24      | —                  |         |         |
| Debrecen 2007  | —                                 | Argent 1 min 43 s 60               | Argent 3 min 38 s 76  | —                  |         |         |
| Rijeka 2008    | 9e temps des demi-finales 47 s 80 | 9e temps des séries 1 min 44 s 55  | Or 3 min 37 s 73      | —                  |         |         |
| Istanbul 2009  | —                                 | Or 1 min 39 s 81 (RC)              | Or 3 min 34 s 55 (RC) | —                  |         |         |
| Eindhoven 2010 |                                   | Argent 1 min 42 s 94               | Or 3 min 39 s 51      |                    |         |         |
| Szczecin 2011  |                                   | Or 1 min 42 s 92                   | Or 3 min 38 s 65      |                    |         |         |
| Netanya 2015   |                                   | Or 1 min 42 s 68                   | Argent 3 min 35 s 96  |                    |         |         |

## Records

### Records personnels
| Épreuve          | Temps              | Compétition                   | Lieu               | Date             |
| 100 m nage libre | 48 s 39            | Championnats d'Allemagne 2009 | Berlin, Allemagne  | 27 juin 2009     |
| 200 m nage libre | 1 min 42 s 00 (RM) | Championnats du monde 2009    | Rome, Italie       | 28 juillet 2009  |
| 400 m nage libre | 3 min 40 s 07 (RM) | Championnats du monde 2009    | Rome, Italie       | 26 juillet 2009  |
| 800 m nage libre | 8 min 0 s 38       | Championnats d'Allemagne 2006 | Hanovre, Allemagne | 24 novembre 2006 |

| Épreuve          | Temps              | Compétition                   | Lieu              | Date             |
| 200 m nage libre | 1 min 39 s 37 (RM) | Coupe du monde 2009           | Berlin, Allemagne | 15 novembre 2009 |
| 400 m nage libre | 3 min 32 s 77      | Coupe du monde 2009           | Berlin, Allemagne | 14 novembre 2009 |
| 800 m nage libre | 7 min 35 s 23      | Championnats d'Allemagne 2008 | Essen, Allemagne  | 27 novembre 2008 |

### Records du monde battus
Ce tableau détaille les cinq records du monde battus par Paul Biedermann durant sa carrière, trois en petit bassin, deux en grand bassin.
| Épreuve                          | Temps         | Compétition                | Lieu              | Date             |
| 200 m nage libre en petit bassin | 1 min 40 s 83 | Coupe du monde 2008        | Berlin, Allemagne | 16 novembre 2008 |
| 200 m nage libre en petit bassin | 1 min 39 s 37 | Coupe du monde 2009        | Berlin, Allemagne | 15 novembre 2009 |
| 200 m nage libre en grand bassin | 1 min 42 s 00 | Championnats du monde 2009 | Rome, Italie      | 28 juillet 2009  |
| 400 m nage libre en petit bassin | 3 min 32 s 77 | Coupe du monde 2009        | Berlin, Allemagne | 14 novembre 2009 |
| 400 m nage libre en grand bassin | 3 min 40 s 07 | Championnats du monde 2009 | Rome, Italie      | 26 juillet 2009  |